# Franck Pourcel
Franck Pourcel, född 1913 i Marseille, död 2000, var en fransk musiker, kompositör, dirigent och orkesterledare. Under åren 1956-1972 dirigerade han många franska bidrag i Eurovision Song Contest, han var även chefsdirigent då festivalen hölls i Frankrike 1959 och 1961.

## Fotnoter
1. ↑  läs online, deces.matchid.io .[källa från Wikidata]
2. 1 2 3 4 5 6 7  arkiv Storico Ricordi, Archivio Storico Ricordi person-ID: 13325, läst: 3 december 2020.[källa från Wikidata]
3. ↑  SNAC, SNAC Ark-ID: w6r81k8d, läs online, läst: 9 oktober 2017.[källa från Wikidata]
4. ↑  läst: 16 september 2019.[källa från Wikidata]